# Arie van Houwelingen
Arie van Houwelingen (Boskoop, Holanda del Sud, 28 de novembre de 1931) és un ciclista neerlandès, especialista en el mig fons. En el seu palmarès destaquen dues medalles al Campionat del Món en pista, de bronze el 1958 i d'or el 1959 en el en mig fons amateur. Aquell darrer any fou escollit esportista neerlandès de l'any.

## Palmarès en pista
- 1959
  -  Campió del Món en mig fons amateur